# RomanEsque-HeartAche
『RomanEsque-HeartAche』（ロマネスクハートエイク）は、日本のロックバンド、PERSONZが1枚目のオリジナルアルバム『PERSONZ』と2枚目のオリジナルアルバム『MODERN BOOGIE』の間にリリースしたミニアルバム（12インチシングル）、および1枚目のシングル（8cmCD）である。同タイトルではあるが、ミニアルバムは3曲入りで、シングルは2曲入り。リリース日も異なる。

## 収録曲

### ミニアルバム（12インチシングル）
1. RomanEsque-HeartAche
（作詞：JILL / 作曲：本田毅 / 編曲：PERSONZ）
2. Welcome To This Time
（作詞：JILL / 作曲：藤田勉 / 編曲：PERSONZ）
3. Time Traveler
（作詞：JILL / 作曲：藤田勉 / 編曲：PERSONZ）

### シングル（8cmCD）
1. RomanEsque-HeartAche
（作詞：JILL / 作曲：本田毅 / 編曲：PERSONZ）
2. Welcome To This Time
（作詞：JILL / 作曲：藤田勉 / 編曲：PERSONZ）

## 品番
- 12inch: 12BA-9
- CDS: 10CH-7